# 山本典幸
山本 典幸（やまもと のりゆき、1965年 - ）は、日本の実業家。三広代表取締役社長。福岡県出身。

## 略歴
- 1989年：西南学院大学法学部卒業
- 1989年：株式会社三広入社
- 2006年：株式会社三広代表取締役社長就任[1]